# Cicatriz de circuncisión

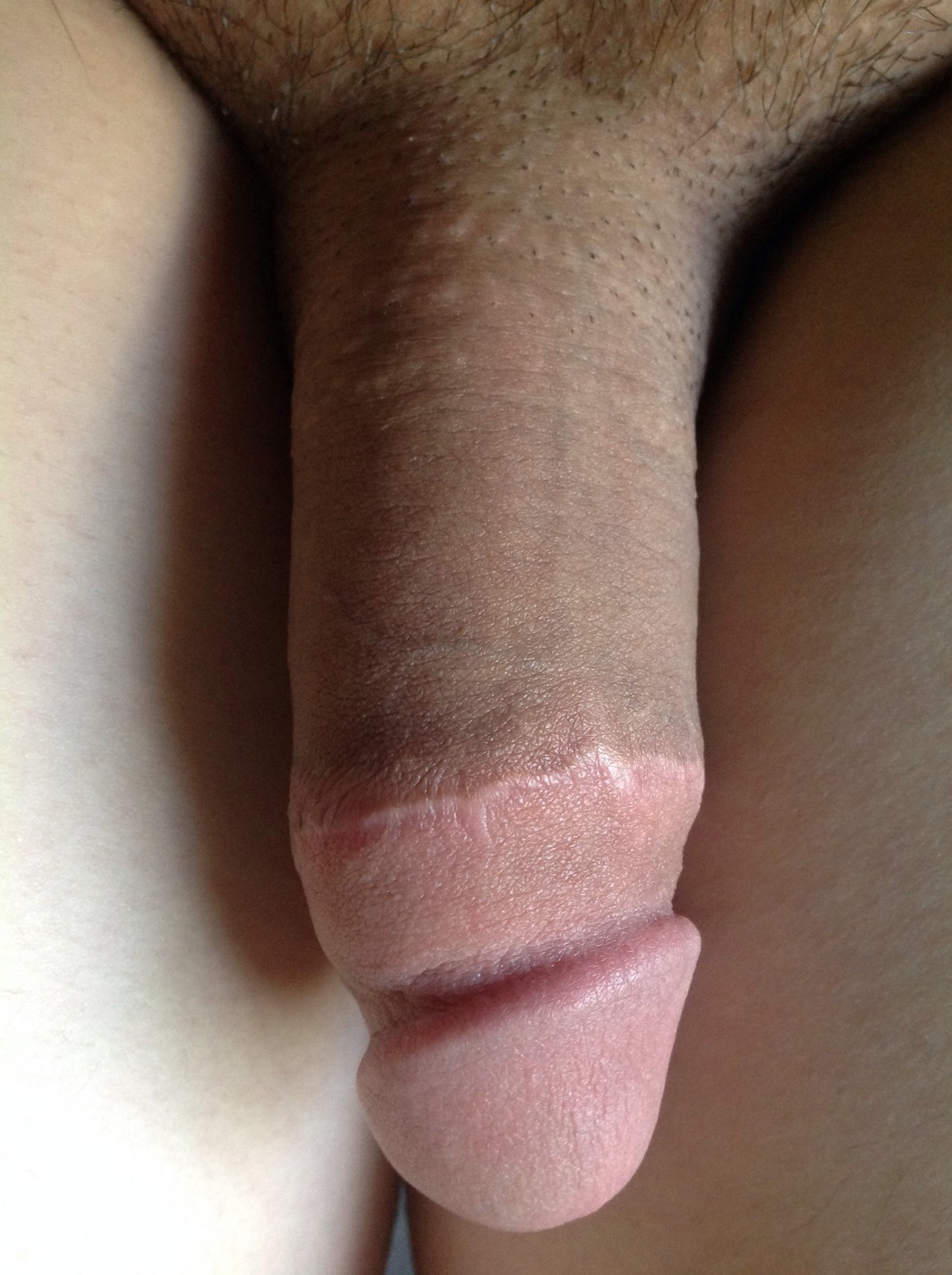
Pene con una cicatriz de circuncisión visible

En los hombres que han sido circuncidados, la cicatriz de la circuncisión se refiere a la cicatriz que queda después de que la circuncisión ha sanado. En algunos casos, la cicatriz puede ser de color más oscuro y, en todos los casos, rodeará el eje del pene.

## Aspecto
La cicatriz, que rodea completamente el eje del pene, se encuentra en el límite de la piel del eje y el remanente interno del prepucio, que es la porción del prepucio que no se extrajo durante la circuncisión. Este remanente de prepucio es una mucosa que se encuentra entre el glande y la cicatriz de la circuncisión, lo que da como resultado una cicatrización de tejido diferente. En la circuncisión adulta, parte del frenillo puede permanecer intacta. El remanente del prepucio es mucosa seca y, a menudo, puede tener un color y una textura diferentes que el resto de la piel del pene. Puede ser de color rosado o claro, y generalmente se cubre con queratina para protegerlo de un ambiente seco. 
Algunas cicatrices de circuncisión dan como resultado una marcada diferencia de color en el eje. Las características de la cicatriz de la circuncisión a menudo dependen de la técnica que se utilizó. Las técnicas quirúrgicas abiertas que utilizan suturas pueden causar cicatrices desiguales donde se colocaron las suturas. Las circuncisiones de recién nacidos no requieren suturas y, por lo tanto, pueden provocar una cicatriz fina y uniforme. Las circuncisiones después del período neonatal que se realizan sin suturas (técnicas que usan adhesivo de tejido de cianoacrilato en lugar de suturas y técnicas como Plastibell que sanan por segunda intención) a menudo resultan en una cicatriz uniforme y circunferencial.

## Problemas con la cicatriz
Existe cierta controversia sobre lo que sucede con los nervios cortados del prepucio en la cicatriz. Xin Et al. (1997) sugiere que los nervios regeneran, formando receptores nuevos. Sin embargo, los patólogos Cold y Taylor (1999) informan: "La histología de la cicatriz de la circuncisión masculina muestra neuromas de amputación, proliferación de células de Schwann y la colección bulbosa de neuritas de tamaño variable. Los neuromas de amputación no median la sensación normal y son conocidos por generar dolor."